# 蓝口站
蓝口站位于广东省河源市东源县蓝口镇，是京九铁路的一座火车站，等级为四等站，距北京西站2130公里，距常平站185公里，本站及相邻上下行区间均為电气化區段。车站建于1990年，现只办理货运，不办理客运业务。